# Huberto Cuevas Acevedo

Huberto Cuevas Acevedo (Lobería, 15 de febrero de 1924 - Buenos Aires, 12 de septiembre de 1995) fue un médico especializado en dermatología, geógrafo, investigador, escritor, empresario rural, profundizó en las disciplinas más variadas: Geografía, Economía, Arqueología, Antropología, Ecología, Literatura y Filosofía.
Su profundo conocimiento del poblamiento primitivo y su manejo del cuento telúrico, quedaron plasmados en sus libros "Viento y Camino Largo" (Primer premio Nacional de Literatura) y "Tierra sin Tiempo. Patagonia India". Recorriendo Argentina palmo a palmo, dedicó gran parte de su vida a estudios geográficos y escribió numerosos trabajos. Dedicó muchos de ellos a geografía Regional y Geografía Prospectiva, a la que definió como "La parte operativa de la Geografía Regional". Se destaca su libro "Patagonia. Panorama dinámico de su geografía regional" (Premio Francisco P. Moreno).
Difundió su pensamiento no sólo desde su vasta producción escrita sino también desde otras actividades, como su proyección y creación de la Reserva natural Sierra del Tigre (en Tandil). Tuvo actuación universitaria: Decano de la facultad de Ciencias del Hombre de la Universidad del Centro, numerosas cátedras en las Facultades de Ciencias Económicas y de Ciencias del Hombre en Universidades de Tandil y Mar del Plata. Dictó una variadísima gama de cursos y conferencias.
Su vida estuvo siempre orientada por una intención constante: contribuir a mejorar la calidad de vida del hombre y la calidad de su entorno.

## Antepasados, nacimiento e infancia

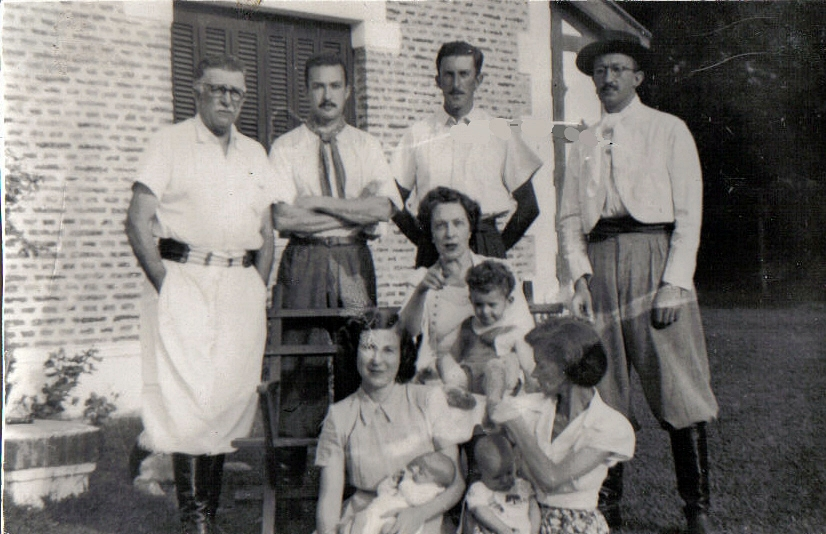
Febrero de 1952, en la Estancia Napaleofú. De izquierda a derecha (parados): Miguel Alberto Cuevas (padre), Huberto Cuevas Acevedo, Mario Cuevas Acevedo (hermano), Miguel Cuevas Acevedo (hermano). Sentada atrás: Elsa Acevedo Díaz de Cuevas (madre), en sus brazos: Miguel Cuevas Newton (sobrino). De izquierda a derecha (sentados adelante): Susana Otamendi (esposa), en brazos Huberto Aníbal (hijo); y Alicia Newton de Cuevas (cuñada), en sus brazos Cristina Cuevas Newton (sobrina).

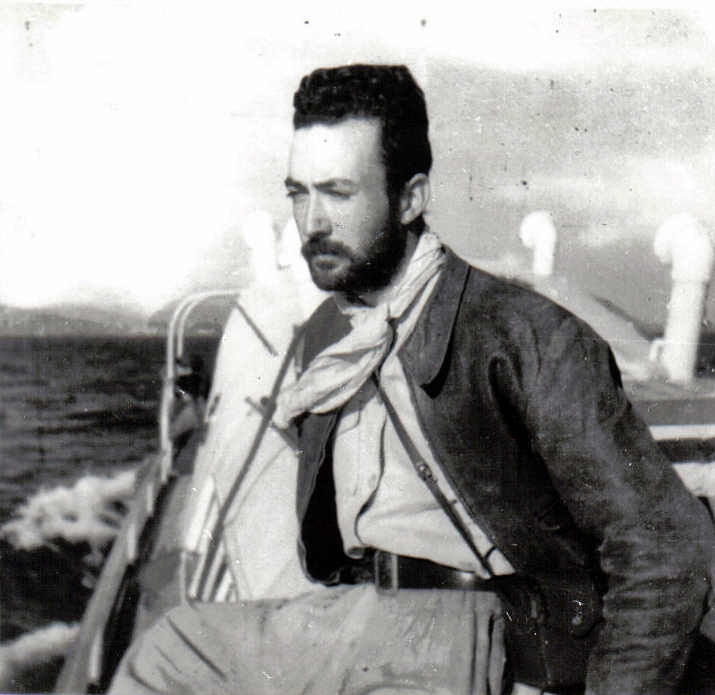
Huberto Cuevas Acevedo, enero de 1949 -Bariloche- Paseo en lancha en un descanso en medio de un viaje ecuestre con Norberto Ras (24 años)

Su familia siempre estuvo muy relacionada con la actividad agropecuaria. Su abuelo, Miguel Antonio De Las Cuevas y Vallejos, fue el primer Cuevas argentino y suprime el "De Las" del apellido tradicional. Familia proveniente de Castilla La Vieja (San Miguel de la Pesquera, Sierras de Santander, actualmente región de Burgos). 
Su padre fue Miguel Alberto Cuevas Letamendi (hacendado/productor rural) y propietario de la estancia Napaleofú (partido de Balcarce, Provincia de Buenos Aires). Su madre fue Elsa Acevedo Díaz. Algunos parientes cercanos y que han quedado en la historia mundial y nacional argentina son: 
- Eduardo Acevedo Díaz, prócer uruguayo, abuelo de Huberto.
- Concepción Cuevas Calvento, la madre de Eduardo y bisabuela de Huberto.
- Tomás Álvarez de Acevedo, redactor del Código de Indias.
- Coronel Díaz.
- General Antonio Díaz, héroe oriental de la Batalla de Ituzaingó (cuyo ascenso de coronel a general fue demorado para no compartir los honores de la batalla con el general porteño Carlos María de Alvear. Estuvo en el medio de la batalla, en la línea de combate, mientras Alvear estaba refugiado redactando las estrategias).
- Eduardo Acevedo, era su hermano, que en su vida se había dedicado a ser geógrafo, escritor y catedrático.

Huberto nació en Lobería (atendido por el médico de la familia, su tío Hugo Acevedo Díaz) y pasó su infancia en la Estancia Napaleofú junto a sus hermanos Miguel y Mario. Allí aprendió los peculiares trabajos del lugar además de empezar a amar a la naturaleza, desarrollando por ella un profundo interés. Tuvo maestra particular dada la distancia a los colegios y los malos caminos. Daba los exámenes libres, para que le otorgaran los títulos. Cursó el secundario en Buenos Aires.

## El sur, la medicina y su familia
En 1950 se graduó con el título de médico, con las más altas calificaciones, en la universidad de Buenos Aires. Probablemente, conoció en una fiesta familiar a Susana María Lucrecia Otamendi Oliva, con quien luego contraería primeras nupcias.
Recién recibido decidió abrirse camino solo, yendo a la cordillera como médico del Parque nacional Los Alerces en el Lago Futalaufquen y de la sala de primeros auxilios de Trevelin, a 19 km de la ciudad de Esquel, provincia del Chubut. Para este entonces, ya estaba casado con Susana.
Luego se trasladó a la costa, región de Comodoro Rivadavia, ejerciendo como médico en Petroquímica, en el Hospital Regional de Comodoro Rivadavia y más adelante en el hospital del Campamento Diadema Argentina perteneciente a la compañía Shell.

(...) Siendo el único médico en el sur, donde vivió con su primera esposa y tuvo a sus tres primeros hijos, lo designaron único miembro blanco de la comunidad Mapuche. Él tenía pasión por esa comunidad. Se dedicaba mucho a ellos. Trabajaba en un hospital, los atendía gratuitamente y adonde lo llamaban iba; a caballo, entre la montaña, en la nieve. Estaba para ellos siempre, de día y de noche (...)
Mercedes Pons en una entrevista para el diario El Eco de Tandil (14 de noviembre del 2004).

(...) Huberto Cuevas Acevedo llegó a mi pueblo en el año 1950, su primer destino como médico y el primer paciente... mi padre. De allí nace una amistad, hablaban “el mismo idioma”, las mismas locuras por hacer acá en Patagonia. Dos libros suyos captan con relatos, cuentos y leyendas a los nativos y los galeses, pero el mejor relato es el del Ascenso al Trono de las Nubes realizado por mi padre y Huberto el 19 de febrero de l955 en la cordillera del Chubut.(...)
Clery Evans

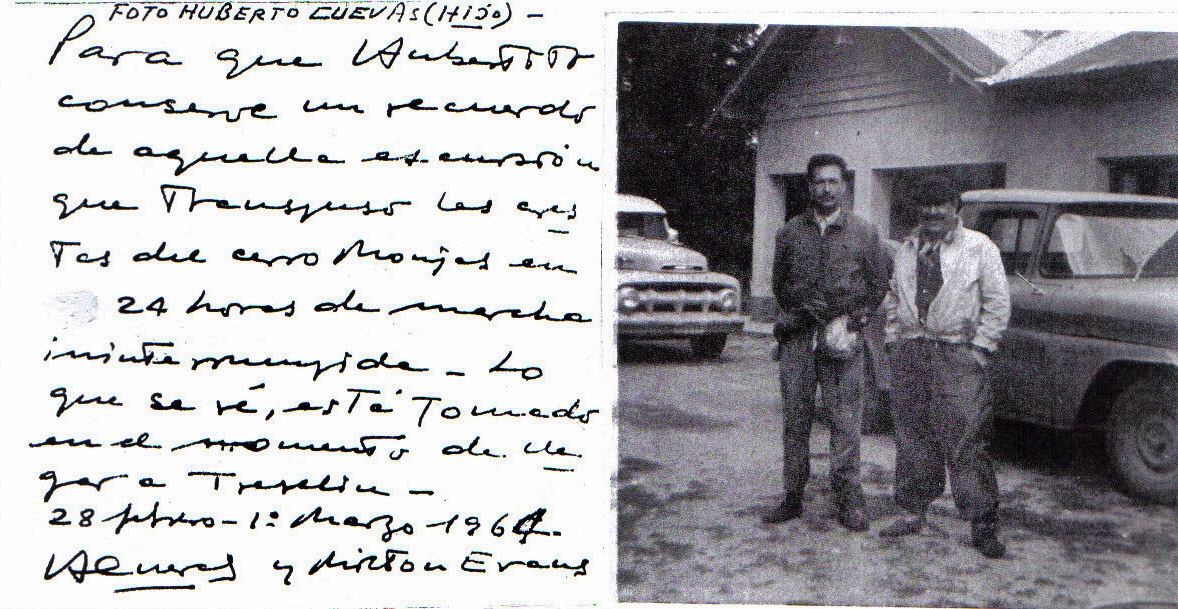
Huberto Cuevas Acevedo y Milton Evans (padre de Clery Evans e hijo de John Daniel Evans), en el Establecimiento "El Malacara" (de Milton), luego de hacer cumbre en el Cerro Monjas. El escrito, de puño y letra del Dr Cuevas Acevedo dice: "Para que Hubertito (hablando de su hijo Huberto Aníbal) conserve un recuerdo de aquella excursión que transpuso las crestas del Cerro Monjas en 24 horas de marcha ininterrumpida. Lo que se ve, está tomado en el momento de llegar a Trevelin. 28 de febrero - 1º marzo de 1964"

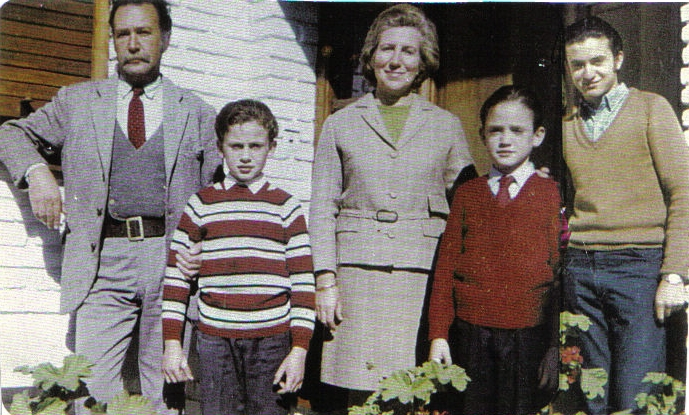
De izquierda a derecha: Dr. Huberto Cuevas Acevedo, Patricio Martín Cuevas, Susana Otamendi, Máximo Miguel Cuevas y Huberto Aníbal Cuevas, en 1971 frente a la casa de familia.

El 26 de enero de 1952 tuvo una gran alegría: nació su primer hijo Huberto Aníbal. Habían programado viajar a Buenos Aires para que el parto tuviera lugar allí, pero se adelantó y casi se produjo sobre el tren que los transportaba. Por fortuna pudieron llegar hasta San Antonio Oeste (provincia de Río Negro) y descender allí de urgencia, donde finalmente nació Huberto Aníbal.
5 años más tarde nació Fernando (1957) quien falleció antes de cumplir un año. Otra tragedia azotó su vida: su hija Silvina María (1959), murió, como Fernando, al poco tiempo de su nacimiento.
A fines de 1960, en la Estancia Napaleofú (a 52 km de Tandil), se produjo el deceso de su padre Miguel Cuevas. Frente a estas circunstancias, Huberto decidió instalarse en Tandil para trabajar allí como médico y al mismo tiempo poder administrar su campo junto con sus hermanos.
El 9 de septiembre de 1960, en la Capital Federal, nació su cuarto hijo, Patricio Martín. Finalmente su último hijo, Máximo Miguel, el 19 de enero de 1962 (mismo día y hora de llegada del Presidente de la Nación Arturo Frondizi para inaugurar el Dique de Tandil).

Hay una diferencia elocuente entre simple y sencillo. Lo simple es ingenuidad, pero lo sencillo está más allá. Sencillo se definiría por una brillante capacidad de síntesis, tomar de algo complejo la raíz.
Huberto Cuevas Acevedo

## La geografía, "una pasión con la que se nace"
Siempre amó a la geografía. Además de dedicarse íntegramente a su estudio, disfrutaba viajar (como las salidas de estudio que hacía con sus alumnos), investigar y describir lo que veía. De esta manera, se autodeterminó como un geógrafo autodidacta que trabajaba permanentemente sobre el terreno.

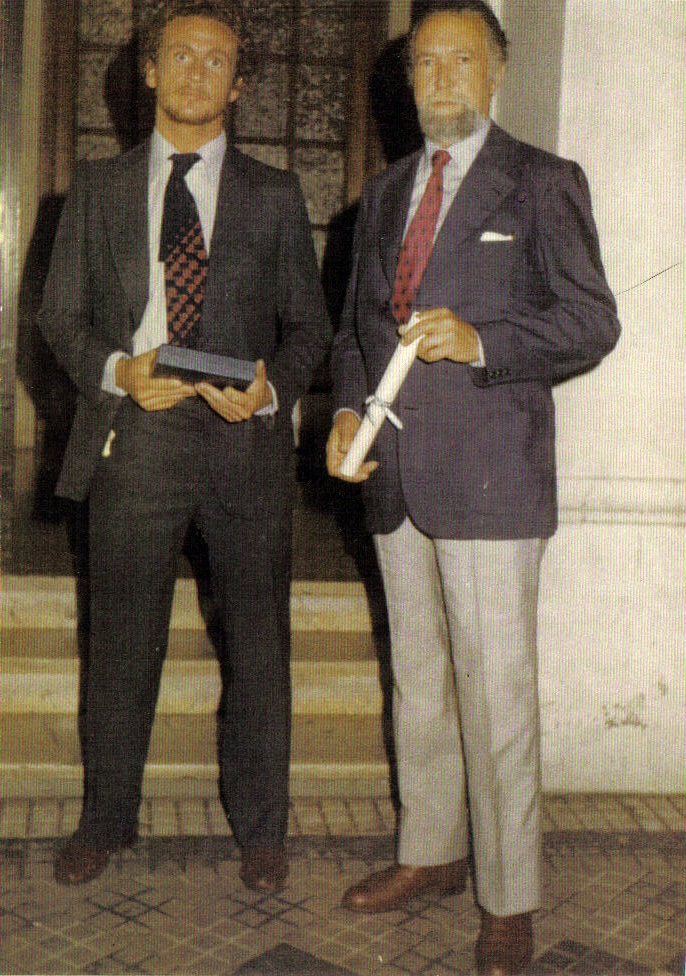
Patricio Miguel Cuevas y Dr. Huberto Cuevas Acevedo, después de haber recibido el premio Francisco P. Moreno (1981) por su libro "Patagonia: Panorama Dinámico de su Geografía Regional"

Así es como una cita de uno de sus libros refleja lo que él pensaba de todas las cosas que amaba:

Cuando debamos juzgar sobre terreno signado por las pasiones humanas, consideremos siempre que ellas no se gestan en todos por igual y hay aún quienes -para bien o para mal- han nacido con la aptitud que los condiciona. El inepto por naturaleza -entiéndase, en este orden de sentimientos-  podrá, así, aparentar virtud. Al siempre tibio le es más fácil controlar su tibieza, que el fuego al de las brasas encendidas.
No se trata de justificar toda clase de pasiones y su larga lista de consecuencias, sino de aprender primero a medirlas en su dimensión correcta, para centrarse frente a ellas con ecuanimidad y no con la vara rígida que no discierne entre una palmera y su espejismo. Así, a medias lleno con la savia de la vida.
Huberto Cuevas Acevedo, De las pasiones - Balada del hombre solo (sin publicar).

Dio cátedra como autodidacta durante muchos años. Con respecto a esto último, dictó su primera cátedra en 1969: Profesor Adjunto de Estructura de la Economía, Facultad de Ciencias Económicas, Universidad Nacional de Mar del Plata (por concurso) y renuncia en 1982. Otro dato importante, es que poco tiempo antes de morir, logró consagrarse (en el mismo 1995) como Profesor Titular de Geografía Económica de Facultad de Ciencias Económicas, en la Universidad FASTA de Mar del Plata.
Fue reconocido nacionalmente con el premio Francisco P. Moreno, otorgado por GEA (sociedad Argentina de Estudios Geográficos de Buenos Aires en 1981).

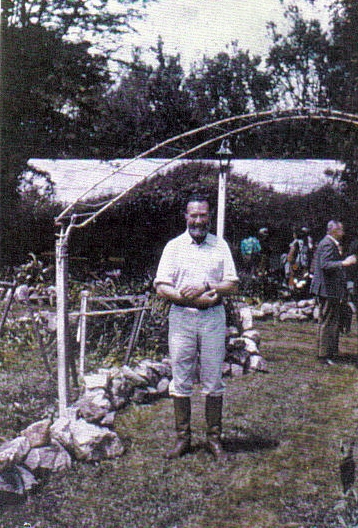
Huberto en la Estancia Napaleofú, octubre de 1972, visita con motivo del "Congreso de Historia de los Pueblos".

Huberto fue llamado muchas veces para ser jurado en diversos concursos que correspondían al sector con el que tenía una grandiosa afinidad, la geografía. También, ha dejado una larga lista de trabajos científicos (entre los que se encuentra "El indio tehuelche" y "Tandilia: una explicación de su geomorfología" que sirven hasta el día de hoy como claros materiales bibliográficos). Entre sus otras labores, también, se avocó a dar conferencias sobre sus conocimientos y a presentar varias obras literarias a las cuales se asociaba.
Mantendría amistades con el doctor Raúl Rey Balmaceda y Federico Alberto Daus, ambos reconocidos geógrafos argentinos.
Balmaceda escribiría, años después, la contraportada del libro póstumo de Cuevas, "Geografía Prospectiva. La Subregión Sureste Bonaerense y la Universidad", donde explicitaría el siguiente fragmento:

(...)Por ello, el libro que póstumamente se concreta es un legado imperecedero que debemos ponderar, ciertamente, como herencia y como desafío intelectual para quienes -colegas y alumnos- hemos tenedio el privilegio de disfrutar y de usufructuar la capacidad profesional de quien en vida fue un verdadero maestro en lo suyo, que es la categoría a que accedió por méritos legítimos el hombre cabal, el médico idóneo y el geógrafo sagaz que fue Huberto Cuevas Acevedo.
Dr Rey Balmaceda, contratapa de "Geografía Prospectiva. La subregión Sureste Bonaerense y la Universidad".

También, a partir del cariño que las personas le tenían y por el valor que representaba ante sus compañeros, en 1987 se postuló a Intendente Municipal por la UceDe (partido político) en Tandil, donde a pesar de no ganar, consiguió un 15% de los votos. Siempre tuvo una vida activa en cuanto a la política.

## La reserva natural Sierra del Tigre

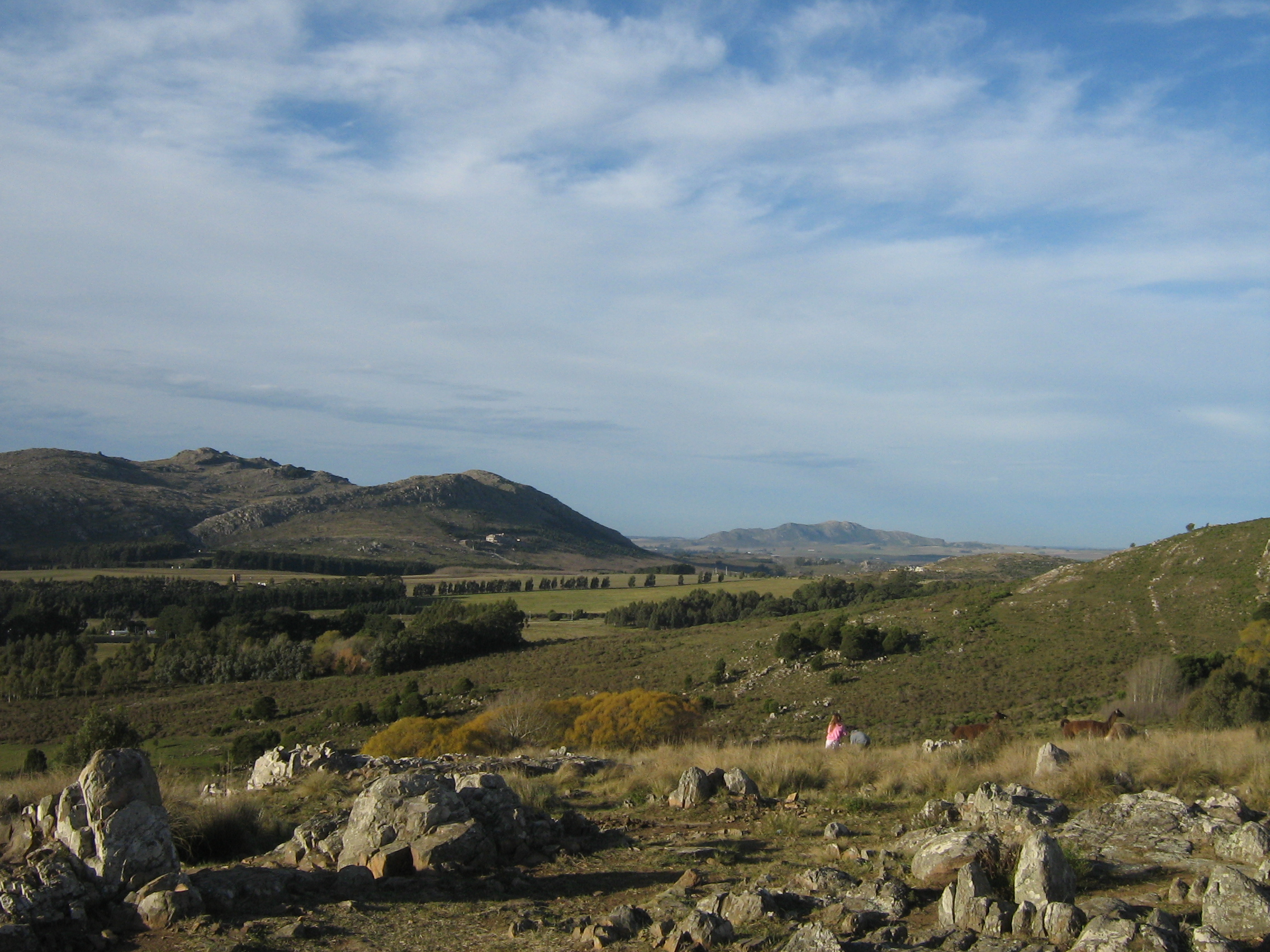
Una vista de la imponente Sierra del Tigre

El 7 de abril de 1972, Huberto fundó una reserva natural sobre las sierras. El nombre, Sierra del Tigre, ya estaba cuando él llegó allí, y se piensa que podría haber sido puesto por los primeros habitantes blancos en la zona que suponían al puma o al yaguareté en las cimas del cerro.

¿Estuvo el "tigre" sólo en la imaginación de algún alucinado viajero? El nombre figura en las cartas del Instituto Geográfifo Militar atribuido a un conjunto serrano del cual un sector corresponde a nuestra Reserva Natural. Los viejos ya lo recibieron, aunque señalan que este apéndice era conocido como Sierra del Corral y no del Tigre. La del Tigre corresponde -estricta verdad- a los relieves inmediatos hacia el suroeste. Pero estamos con que si existió o no un mentado tigre de cuatro paras, saltarín, gruñón y depredador. Figuran en la región otros topónimos "Tigre" y también mucho más al sur: Nahuel Huapi significa en mapuche -lengua de los araucanos- "isla del tigre". ¿Hubo por allí tigres, realmente?.

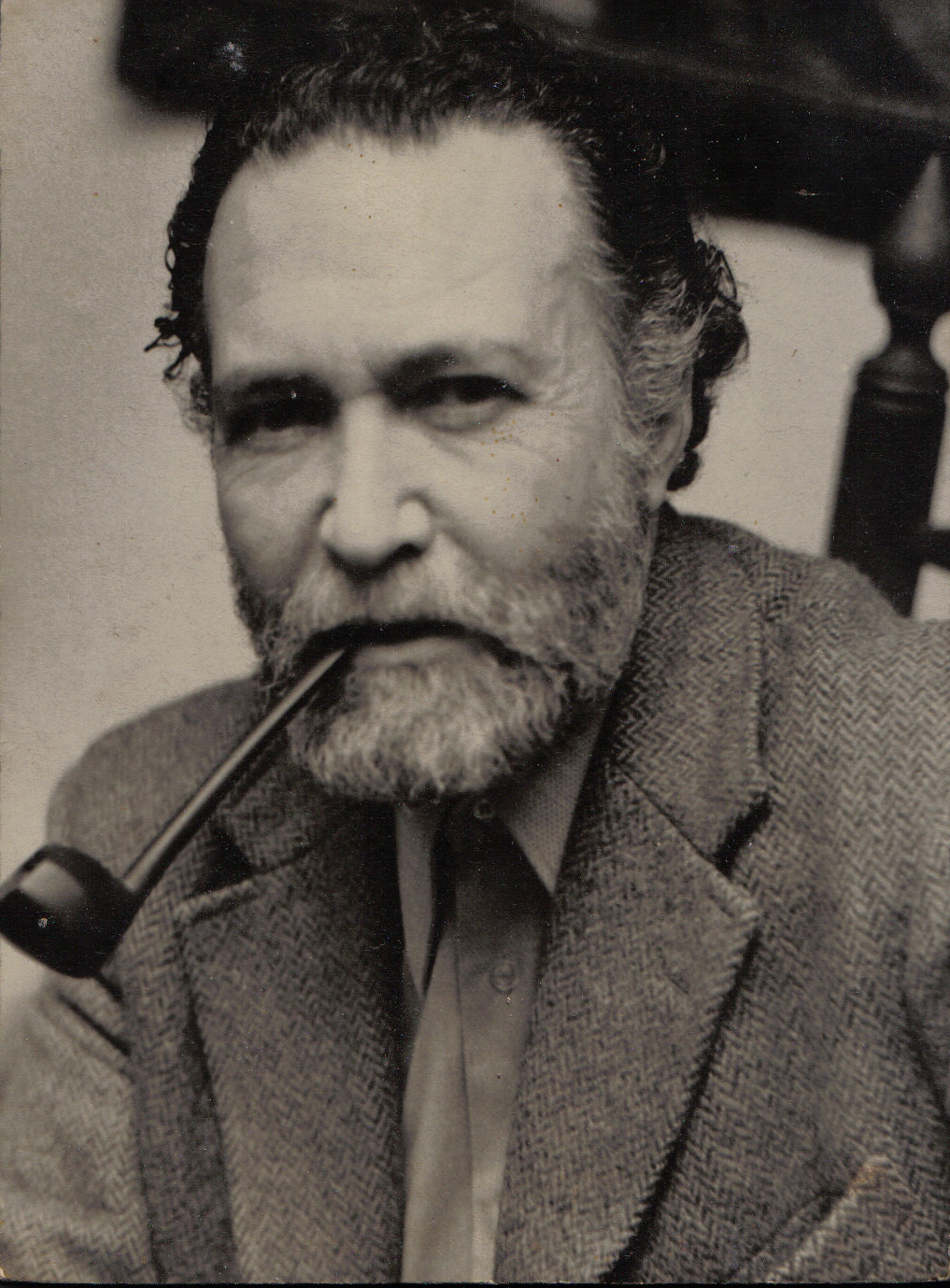
Una foto realizada por su amigo, el fotógrafo tandilense Julio César Díaz, a Huberto en su cumpleaños número cincuenta (1974). La pipa que se observa en sus labios la había tallado artesanalmente él mismo en madera de quebracho colorado.

El auténtico tigre es asiático y no existe en América, pero sí su primo hermano, el saludable yaguareté del parque chaqueño, del monte central y de la selva misionera. Desde la mesopotamia sabemos que ha cruzado hacia el sur otro carnicero temible: el aguará-guazú. Es fácil que el yaguareté haya alcanzado una dispersión marginal por el sur de la provincia. Algunos viajeros refieren acerca de su presencia. Y no tenemos derecho a suponer que en un desplante imaginativo tomasen por yaguareté a un simple gato montés, de pelaje similar pero de pequeño porte. No lo creemos: constatan el hecho varios cronistas independientemente y en distintas épocas. En consecuencia estamos autorizados a suponer que entre los serrijones de la Reserva saltó algún día el bello yaguareté, rey de las florestas argentinas.
Huberto Cuevas Acevedo, "El topónimo Sierra del Tigre", "Sortilegio para la Sierra del Tigre", Tandil, agosto 1974.

La reserva cuenta con 150 hectáreas totalmente protegidas, donde los visitantes y turistas pueden acceder a pie o en automóviles y ver plantas autóctonas y exóticas, como retamas, menta, carpinchos, venados, zorros grises, faisanes, pavos reales, pumas (que están "enjaulados" con suficiente espacio para deambular en paz), plantas aromáticas, y muchas otras atracciones.
Cuevas Acevedo fue tanto el fundador (tras una lucha por conseguir el espacio) como el primer presidente de su logro. Con su hijo (Huberto Aníbal) fueron a recorrer el terreno en donde se alza actualmente la reserva (un año antes de que se pusiera en pie, en enero de 1971). Actualmente sigue en pie y es uno de los paseos <<obligatorios>> que hay que hacer cuando se pasa por Tandil. Su imponente vista vuelve a la reserva en un espacio aún más jugoso.
De lado a la entrada, existe una plica en la cual se reconoce a la creación del lugar, y ya una vez adentrados, también hay una foto de Huberto y otras cuantas memorias.

(...)Esa era su idea central. Mantener un espacio sin la interferencia humana y reservarlo para las generaciones venideras. Él eligió el lugar. Para eso recorrió las sierras de Tandil buscando el sitio apropiado; luego de caminar y andar mucho lo encontró. (...) Su idea era preservar el ambiente sin traer animales que no fueran del lugar. No transformarlo en un zoológico. (...)
Mercedes Pons en una entrevista para el diario El Eco de Tandil (14 de noviembre del 2004)

## Vida con Mercedes y sus últimos días

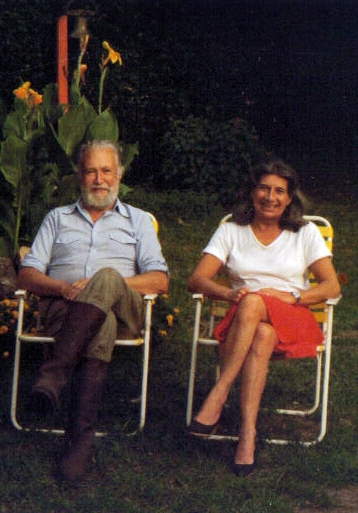
Huberto Cuevas Acevedo y Mercedes Pons en la Estancia Napaleofú

Luego de mucho tiempo de casado, empieza un romance con quien sería su compañera hasta los últimos días, su musa y también la correctora de varios de sus trabajos: Mercedes Pons. Es con ella que encontraría una fuerte fascinación por lo que los rodeaba y una complementación en toda índole. Huberto decidió mudarse con su compañera a la casa en la cual los dos trabajarían y fomentarían sus pensamientos en forma mutua.

(...) Nosotros convivimos durante muchos años. tuve el privilegio de ver todo esto y ver parte de la escritura de sus obras, que fueron muchas. Y sobre todo, de compartir la vida con un hombre absolutamente excepcional. Cuando me preguntan qué era él, me resulta difícil de responder, porque su título como profesional era médico dermatólogo pero al mismo nivel que la medicina, la geografía era otra de sus pasiones, se dedicó como autodidacta y llegó a hacer trabajos de envergadura, tanto es así que la sociedad Argentina de Estudios Geográficos le otorgó el premio Perito Moreno, en 1881. Él no hacía las cosas desde atrás de un escritorio; desde allí las planificaba pero después se sumergía en la realidad con toda su pasión y ponía su cuerpo, su alma y su tiempo para hacer lo que tenía que hacer. Tomaba los datos de la realidad en cada lugar, no era un intelectual de los que se sientan detrás de un escritorio. (...)
Mercedes Pons en una entrevista para el diario El Eco de Tandil (14 de noviembre del 2004)

Después de bastantes años juntos, Huberto sería atendido y puesto en operación debido a ciertas complicaciones con su corazón. Un 12 de septiembre de 1995, manso pero nublado, el escritor, geógrafo, fotógrafo por gusto y médico (entre muchas otras labores y pasiones) encontraría la muerte en el Instituto Cardiovascular de Buenos Aires, Argentina. Su legado sería un patrimonio contundente y el mejor brindado al mundo.

En realidad lo que el agónico lamenta no es morirse, sino no haber vivido
Huberto Cuevas Acevedo

## Publicaciones

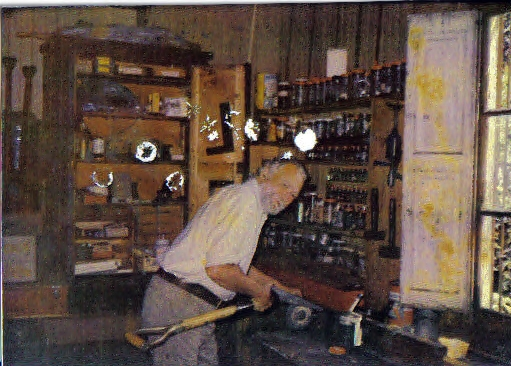
Huberto en su taller de la Estancia Napaleofú (1989).

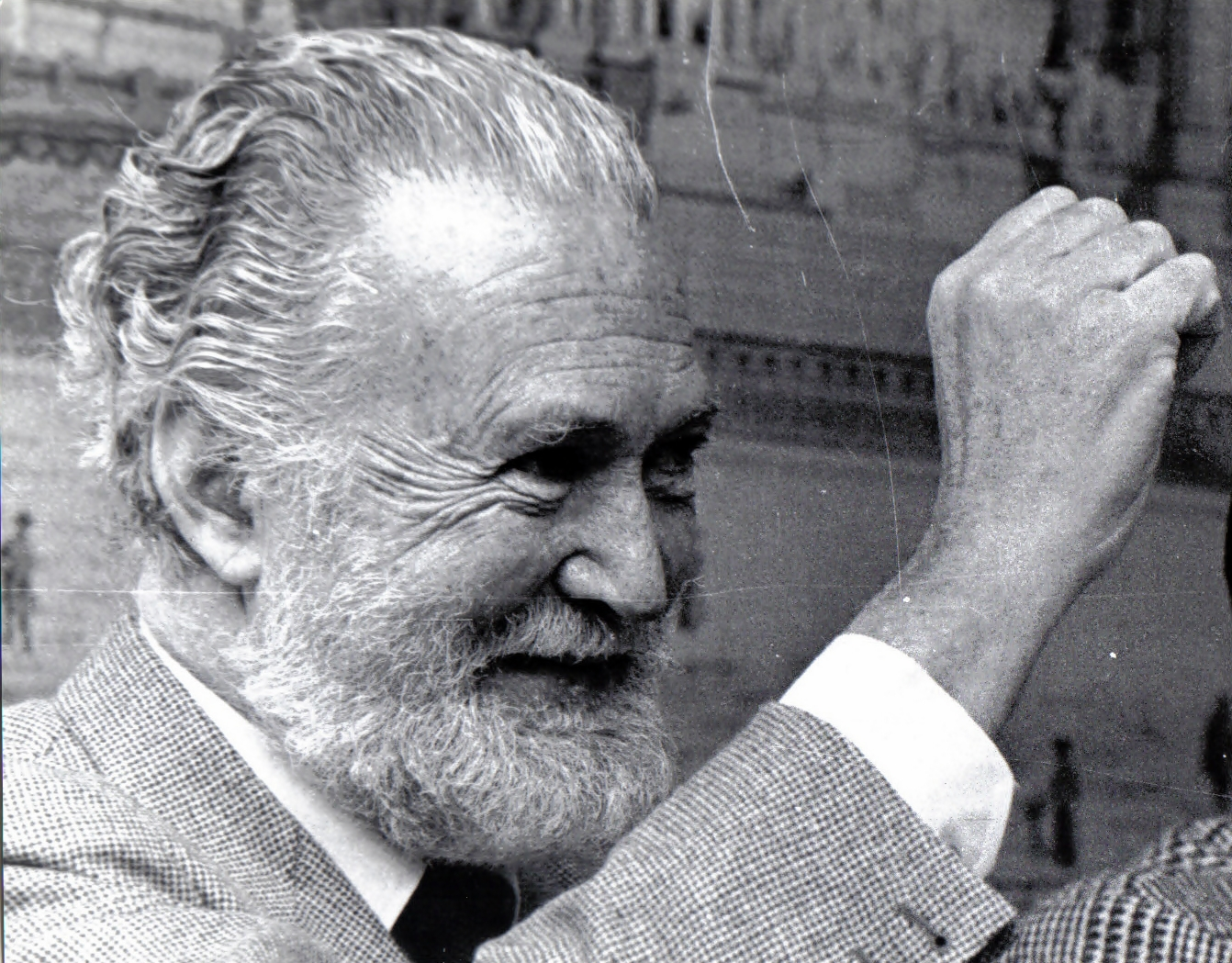
Huberto en campaña electoral como candidato a intendente municipal de Tandil por el partido UCEDE (1987).

- "Viento y camino Largo: Cuentos y relatos de Patagonia" (1º Premio Nacional de Literatura) - Editorial PROEL. Buenos Aires, 1964.
- "Tierra Sin Tiempo: Patagonia India. Cuentos, leyendas y relatos".
- "Agua Blanca. Geografía Prospectiva de una Comarca Tropical de Frontera" (Coordinador EIDIR) - Universidad Nacional del Centro. Tandil, 1979.
- "Tandil. Necesidad de una integración microrregional" - Anales de la Sociedad Argentina de Estudios Geográficos XV - 1979.

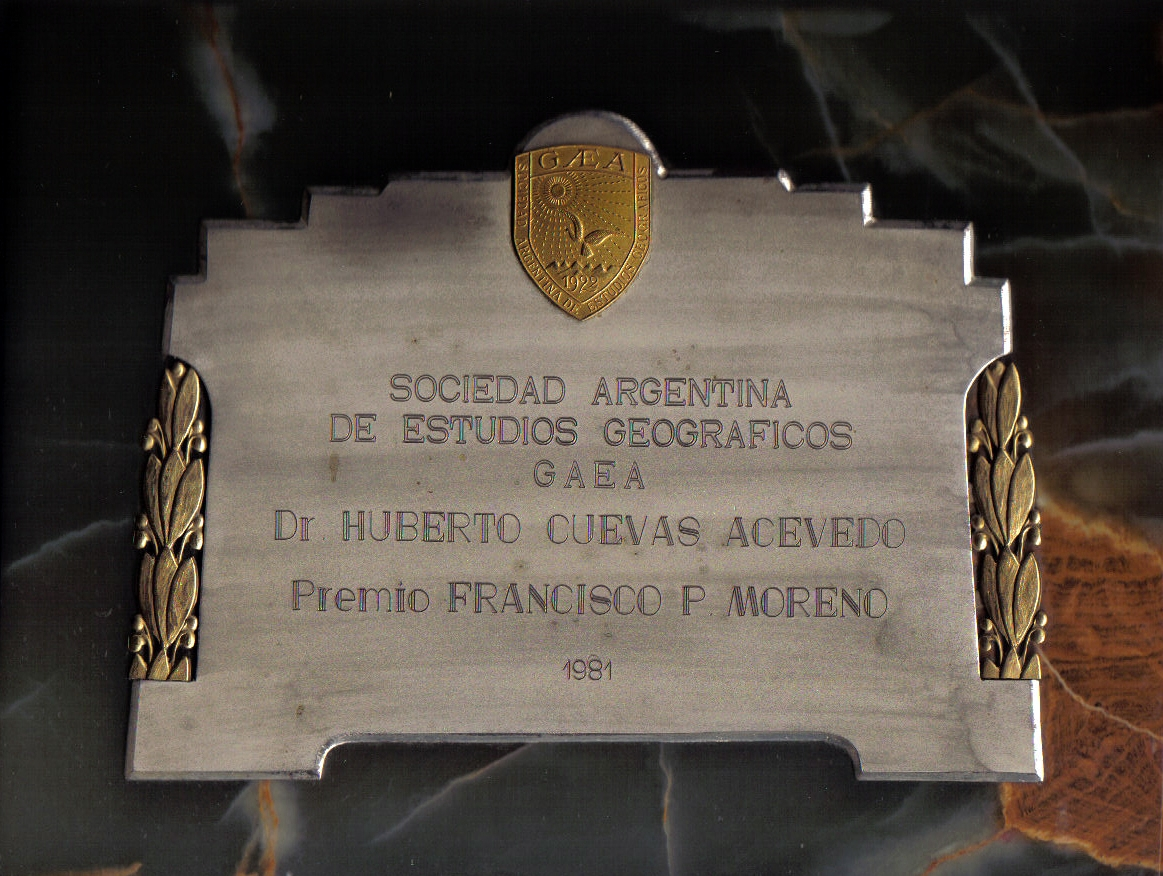
Placa del premio Francisco P. Moreno.

- "La Comarca como unidad de la Geografía Regional" - Comunicación XLII Semana Argentina de Geografía, Sociedad de Estudios Geográficos - Buenos Aires, 1980.
- "Patagonia, Panorama dinámico de su Geografía Regional" (Premio Perito Moreno) - Sociedad Argentina de Estudios Geográficos - GEA - Buenos Aires, 1981.
- "Geografía Sistemática de la comarca de Trevelín" - Comunicación a la XVLIV Semana Argentina de Geografía - Sociedad Argentina de Estudios Geográficos - La Rioja, 1982.
- "Geografía Regional: un enfoque, concepto, método, aplicación" - Sociedad Argentina de Estudios Geográficos - Serie: Aportes al Pensamiento Geográfico - Buenos Aires, 1984.
- "Proyecto de postgrado: Experto en Geografía Regional" - Presentado en la Facultad de Humanidades de la Universidad Nacional del Centro - Tandil, octubre de 1984.
- "Geografía Prospectiva. Un caso patagónico: La subregión Alto Chubut" - Editorial PROMEC - Colección SENOC - Buenos Aires, 1986.
- "Geografía de los pequeños espacios: la comarca de Napaleofú" - Contribuciones Científicas - Sociedad Argentina de Estudios Geográficos - Córdoba, 1986.
- "Un disparador para la economía argentina: la agricultura" (Junto con Ana María Meineri) - Comunicación a la LIII Semana Argentina de Geografía - Sociedad Argentina de Estudios Geográficos - GEA - Buenos Aires, 1992.
- "Geografía Regional de la Microrregión Tandil" (conjunto con autores diversos) - Inédito.
- "Geografía Prospectiva. La subregión sureste bonaerense y su Universidad" - Universidad Nacional del Centro Provincia de Buenos Aires - 1995. Publicación póstuma.

También participó en varios trabajos y antologías con sus cuentos a lo largo del país.

## Legado
- Creación de la reserva natural Sierra del Tigre en Tandil.
- Actualmente, su teoría de cómo las sierras de Tandil se originaron, es la más aceptada (aunque en su momento recibió duras críticas).
- El Observatorio de Ciencias Sociales del colegio N.º 705 de Trevelin, provincia de Chubut, lleva su nombre.
- La idea de ponerle el nombre de "Cerro Venado" a una de las sierras del sistema de Tandilia fue suya.